# Bukit Batudinding
Bukit Batudinding är ett berg i Indonesien.   Det ligger i provinsen Aceh, i den västra delen av landet, 1 600 km nordväst om huvudstaden Jakarta. Toppen på Bukit Batudinding är 320 meter över havet, eller 95 meter över den omgivande terrängen. Bredden vid basen är 1,8 km.
Terrängen runt Bukit Batudinding är kuperad söderut, men norrut är den platt.Runt Bukit Batudinding är det ganska tätbefolkat, med 93 invånare per kvadratkilometer. I omgivningarna runt Bukit Batudinding växer i huvudsak städsegrön lövskog.